# Дуарте I
Дуа́рте (Дуа́рти) I Красноречи́вый или Эдуа́рд I (порт. Duarte I o Eloquente; 31 октября 1391, Визеу — 9 сентября 1438[…], Томар) — король Португалии в 1433—1438 годах. Сын Жуана I и Филиппы Ланкастерской.
В течение короткого пятилетнего правления продолжил морские исследования и завоевания в Африке. Под руководством его брата, Генриха Мореплавателя, в 1434 году Эанеш обогнул мыс Бохадор. В результате неудачной экспедиции против Танжера в 1437 году его брат Фернанду был взят в плен, в котором умер. Сам Дуарте увлёкся литературой и написал несколько работ, таких как «Верный советник» и «Книга по обучению умелой верховой езде в любом седле». Готовя обзор португальского законодательства, король умер, заболев чумой.

## Ранние годы
Дуарте получил имя в честь деда своей матери, английского короля Эдуарда III. Будучи инфантом, Дуарте помогал отцу в управлении королевством. В 1412 году формально стал его правой рукой.
В 1415 году посвящён в рыцари после того, как португальцы захватили город Сеута в Северной Африке. Дуарте взошел на трон в 1433 году, когда его отец умер от чумы. Он сразу проявил себя как сторонник внутригосударственного единства и консенсуса. Во время своего короткого правления Дуарте созывал Португальский Кортес (Национальное собрание) не менее пяти раз, чтобы обсудить политические дела королевства. Он также продолжил политику своего отца, касавшуюся морской разведки Африки, а также финансировал начинания своего знаменитого брата, Энрике Мореплавателя.

## Колониальные дела

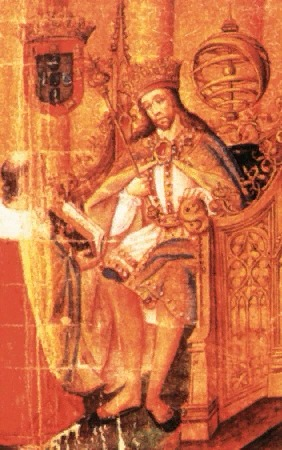
Аудиенция у короля Дуарте; XV век.

Колония в Сеуте серьезно пополняла португальскую казну, но без владения Танжером положение португальцев в этом регионе оставалось шатким. Тем более, что после захвата Сеуты португальцами, верблюжьи караваны стали использовать Танжер в качестве нового торгового пункта. Это лишило Сеуту ресурсов и товаров.
В 1436 году король снарядил экспедицию в Африку, во главе которой стояли его братья инфанты Энрике и Фернанду. Португальцы хотели отнять у мавров Танжер, но поход окончился тяжёлым поражением. Изначально экспедиция была предпринята вопреки советам папы римского. Инфанты Педру, герцог Коимбры, и Жуан также были против этой инициативы. Португальцы получили свободный пропуск на родину, оставив маврам в качестве заложника принца Фернанду до тех пор, пока маврам не будет возвращена Сеута, но Дуарте I отказался от возвращения Сеуты и стал готовиться к походу для освобождения брата, однако смерть не дала осуществиться его планам.

## Поздние годы
В начале 1438 года Дуарте собрал Португальский Кортес в Лейрии для консультаций о продолжении войны. Кортес отказался ратифицировать мирный договор, потребовав от короля найти другой способ получения освобождения Фернанду.
Осенью того же года Дуарте умер в Томаре от чумы, как его отец и мать до него и был похоронен в монастыре  Санта-Мария-да-Витория в Баталья Несчастный инфант Фернанду оставался в плену в Фесе до своей смерти в 1443 году.

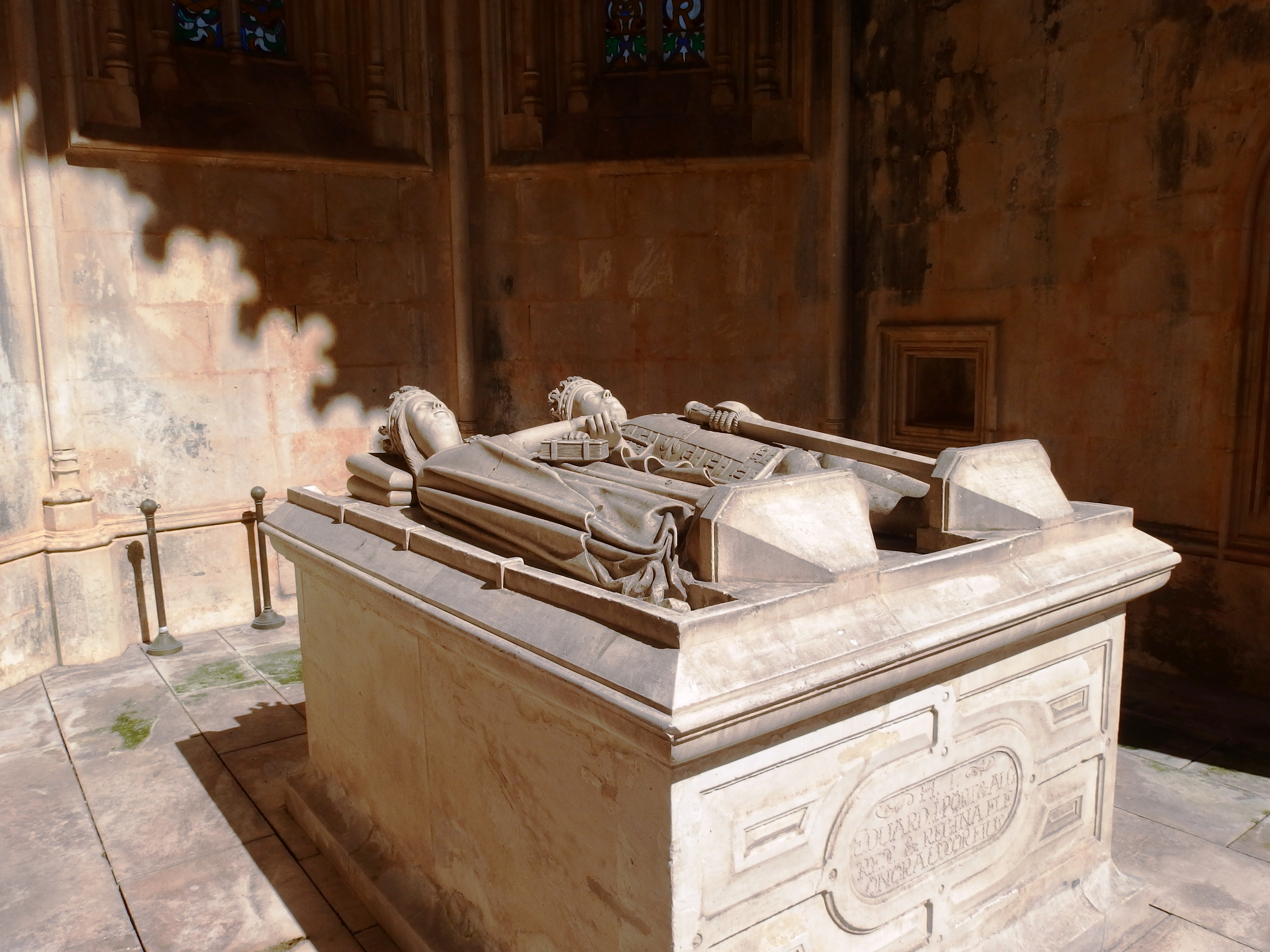
Гробница Дуарте I и Элеоноры Арагонской в монастыре Баталья

## Наследие
Преждевременная смерть Дуарте вызвала политический кризис в Португалии. Его сын Афонсу был ещё мал, чтобы принять престол, и регентом стала королева Элеонора — непопулярная в среде знати иностранка. Последовало народное восстание, инициированное братьями Дуарте — Жуаном и Педру Коимбрским. Но двор поддержал Элеонору. В итоге кризис был преодолен в результате тяжелых переговоров о разделении власти между Элеонорой и Педру.
Личность Дуарте I связана также с культурой. Им написаны трактаты «Верный советник» (Leal Conselheiro) и «Книга по обучению верховой езде в любом седле» (Livro da Ensinanca de Bem Cavalgar Toda Sela), несколько поэм. «Верный советник» считается первым сочинением по этической философии в Португалии и памятником дидактической прозы португальской литературы. В преддверии смерти король также готовил пересмотр португальского свода законов.

## Семья
С 1428 года женат на Элеоноре (ок. 1402—1445), дочери короля Арагона Фердинанда I. Дети:
- Жуан (1429—1433);
- Филиппа (1430—1439);
- Афонсу V (1432—1481), король Португалии;
- Мария (1432);
- Фернанду (1433—1470), герцог Визеу;
- Элеонора (1434—1467), супруга императора Священной Римской империи Фридриха III;
- Дуарте (1435);
- Екатерина (1436—1463);
- Жуана (1439—1475), супруга короля Кастилии Энрике IV.